# Network 21
Network TwentyOne, pogosto imenovan tudi Network 21 ali N-21, je podporni izobraževalni sistem, ki je namenjen spodbudi in usmeritvam Amwayjevih članov za pravilno gradnjo lastnih poslovnih enot. Ustanovil ga je Jim Dornan, ki je tudi kronski ambasador v amwayevem poslu. Danes je človek z (verjetno) več kot dvajsetimi milijoni dolarjev. 
Network TwentyOne je mednarodna korporacija, katere matična pisarna se nahaja v Atlanti, Georgia, ZDA. Ta koordinira, usmerja in nadzira načrtovanje, marketing in izvrševanje več kot 350 poslovnih seminarjev tedensko po celem svetu. Network TwentyOne je mednarodna korporacija, ki v lokalnih jezikih in pod lokalnimi okoliščinami ter pogoji deluje s preko 26 lokalnih pisarn širom celega sveta.
Network TwentOne kreira, razvija in distribuira širom celega sveta poslovno izobraževalne programe. Od nekajdnevnega seminarja-treninga prodaje v Indiji za 30.000 obiskovalcev ... pa vse do avdio/video izobraževalnih programov razvitih v 20 različnih jezikov, proizvedenih in distribuiranih v 35 različnih svetovnih držav, k več kot 100.000 naročnikom.